# トーマス・ハント・モーガン
トーマス・ハント・モーガン（Thomas Hunt Morgan、1866年9月25日 - 1945年12月4日）は、アメリカ合衆国の遺伝学者。
キイロショウジョウバエを用いた研究で古典遺伝学の発展に貢献し、染色体が遺伝子の担体であるとする染色体説を実証した。その業績により、1933年、米国初のノーベル生理学・医学賞を受賞した。

## 経歴
ケンタッキー州レキシントンのユダヤ系家系生まれ。
コロンビア大学教授（1904-1928）。ウッズホール海洋生物学研究所の研究者の一人。王立協会外国人会員。

## 業績とその意義
動物学や発生学を学んだ後、ショウジョウバエを用いた遺伝学研究を行った。当時はメンデルの法則が再発見されたばかりであり、遺伝子の実体が DNA であることはもちろん分かっていないばかりか、遺伝子の存在すら疑問視されていた。
彼はショウジョウバエの突然変異を集め、それらの間で交配実験を行うことで、1913年、染色体地図を作製した（モーガンの弟子の一人であるスターティヴァントが主に行った）。同時に、それと唾液腺染色体の模様と比較することで染色体上にある遺伝子の位置を特定し、それによって遺伝子が染色体の上にあることを証明した。彼の研究室は、『蠅の部屋』（Fly Room）と呼ばれ、現在もコロンビア大学シェマーホーン・ホール内にある。
モーガンの研究以前は、遺伝子はあくまで抽象的な存在であった。染色体説の実証により、染色体上に並ぶ物質として遺伝子を研究する道を開いたことは、以後の遺伝学の発展に決定的な影響を与えた。また、それまで遺伝学の実験材料として用いられていたものは作物や家畜などであったが、ショウジョウバエという有力な実験材料をこの分野のモデル生物として持ち込んだ点でも意義が大きい。彼の弟子および孫弟子のうち７人が後にノーベル賞を受賞したことも特筆に値する。

## 受賞者
- 1922年 クルーニアン・メダル
- 1924年 ダーウィン・メダル
- 1933年 ノーベル生理学・医学賞
- 1939年 コプリ・メダル